# Will G. Gilbert
Will G. Gilbert, pseudoniem voor Willem Henri Adriaan van Steensel van der Aa (Watergraafsmeer, 1 januari 1912 – Den Haag, 1 april 1967), was een Nederlands musicoloog en muziekcriticus.
Hij was zoon van militair Willem van Steensel van der Aa en Wilhelmina Louise Sophia Maria Burgers. Hij trouwde met Catharina Huissen. Hij overleed in het HMC Bronovo te Den Haag na een ziektebed van enkele maanden.
Zijn opleiding kreeg hij van Jaap Kunst in Amsterdam en volgde ook enige tijd een niet voltooide opleiding aan het Royal College of Music in Londen. Hij had enige tijd een eigen jazzband Society Syncopaters (eigenlijk een studentengezelschap). Hij schreef in de jaren dertig ook als voor de Nieuwe Rotterdamsche Courant.
Hij schreef artikelen en boeken met name over de moderne volks- en jazzmuziek. In de jaren voor de Tweede Wereldoorlog schreef hij artikelen voor het blad Jazzwereld, dat hij in het begin van de Duitse bezetting overeind probeerde te houden (hetgeen niet lukte), door de jazzmuziek te laten inpassen in de politiek van Nazi-Duitsland. Zo omschreef hij de kwalijke invloeden van de jazz op de muziek van Kurt Weill; eerder gaf hij aan dat deze ruwe muziek vooral gespeeld moest worden door zwarte musici. Zijn grootste voorbeeld was Duke Ellington, die hij ook ontmoet heeft. Op verzoek van het Departement voor Volksontwikkeling en Kunsten formuleerde hij tijdens de Nazi bezetting van Nederland in 1942 een zeer gedetailleerd verbod op het uitoefenen van jazzmuziek. Nauwkeurig werd in de verordening aangegeven welke uitingen er verboden waren, vanwege het negroïde karakter ervan. Zo was het verboden om zogenaamde scatvocals (zinlooze syllaben) te gebruiken, was excessief vibrato niet toegestaan en drumsolo's uit den boze. De jazzkennis van Steensel van der A kwam dus goed van pas bij dit jazzverbod tijdens de Nazi bezetting. Hij was tevens redacteur van de Algemene Muziek Encyclopedie (1957-1963). Hij was voorts perschef van de Exploitatie Maatschappij Scheveningen/Maatschappij Zeebad Scheveningen (1948-1963). Hij zorgde ook voor promotie van het Holland Festival (1956-1961). Als muziekcriticus schreef hij recensies voor NRC Handelsblad, De Telegraaf en Het Vrije Volk. Hij trad in het begin nog wel op onder de naam Geo Gilbert, onder meer met de latere politicus Piet Aalberse.
Will Gilbert was bevriend met de schimmenspeler Frans ter Gast voor wie hij onder andere de partituur schreef bij het schimmenspel De zwerftocht van Odysseus uit 1939.
Werken:
- Jazzmuziek, inleiding tot de volksmuziek der Noord-Amerikaansche negers (1939), samen met Constantin Poustochkine
- Authentieke negro-spirituals (circa 1940)
- Een en ander over de negroïde muziek van Suriname (1940)
- Muziek uit Oost en West (1944)
- Rumbamuziek (1947)
- Inleiding tot de Buiten Europese muziek (1950)
- Muzikaal zaklexcion (1951)
- Scheveningen en zijn pier (1961)
- Algemene muziek-encyclopedie onder leiding van A. Corbet en Wouter Paap (1963 , medewerker)

- Bibliothèque nationale de France: cb17071983t (data)
- Digitale Bibliotheek voor de Nederlandse Letteren: gilb006
- Gemeinsame Normdatei: 1241866171
- International Standard Name Identifier: 0000 0000 1691 7412
- Library of Congress Control Number: n97860882
- MusicBrainz: ecfbec3c-c0f9-4d42-9d39-d16ef29f1387
- Nederlandse Thesaurus van Auteursnamen: 069495394
- Virtual International Authority File: 55269025
- WorldCat: E39PBJtmmxD9FYRpJKXmBTFFrq